# ایگور گونزالس ده گالدیانو
ایگور گونزالس ده گالدیانو (اسپانیایی: Igor González de Galdeano‎؛ زادهٔ ۱ نوامبر ۱۹۷۳) دوچرخه‌سوار اهل اسپانیا است.
از باشگاه‌هایی که در آن رکاب زده‌است می‌توان به ایوسکالتل-ایوسکادی، ویتالیسیو سگوروس، و تیم اونسه اشاره کرد.
وی در مسابقات کشوری و بین‌المللی در مجموع برندهٔ ۱ مدال برنز شده‌است.